# Investigación exploratoria
La investigación exploratoria es "la investigación preliminar para aclarar la naturaleza exacta del problema a resolver". Se utiliza para garantizar que se tenga en cuenta la investigación adicional durante un experimento, así como para determinar las prioridades de investigación, recopilar datos y perfeccionar ciertos temas que pueden ser difíciles de tomar en cuenta sin una investigación exploratoria. Puede incluir técnicas, tales como:
- investigación secundaria, como la revisión de la literatura y/o los datos disponibles
- enfoques cualitativos informales, como discusiones con consumidores, empleados, gerencia o competidores
- investigación cualitativa formal a través de entrevistas en profundidad, grupos focales, métodos proyectivos, estudios de casos o estudios piloto

## Generalidades
Se ha expresado que 
"...la exploración de las Ciencias Sociales es una empresa preestablecida sistemática, intencional y de amplio alcance, diseñada para maximizar el descubrimiento de generalizaciones que conducen a la descripción y la comprensión". 
Se argumenta que la investigación exploratoria no debe usar mecanismos confirmatorios como las hipótesis. Debe ser cualitativa y basarse en métodos de investigación inductivos. La investigación exploratoria cualitativa que utiliza un enfoque inductivo no utiliza teorización a priori ni se basa en investigaciones previas. Se propone que la investigación exploratoria no debe limitarse a enfoques inductivos y que la hipótesis de trabajo es un marco útil para la investigación exploratoria deductiva que debería formar parte de la caja de herramientas del científico social.
La investigación exploratoria puede agregar información perspicaz y de calidad a un estudio, y es vital para un estudio. La investigación exploratoria permite que el investigador sea creativo para obtener la mayor cantidad de información sobre un tema. A continuación, se utilizará una audiencia externa para esta investigación, por lo que es una buena oportunidad para que el investigador sepa qué método productivo funciona o no. En tercer lugar, permite una mejor comprensión de cuáles deberían ser los objetivos de un equipo de investigación a lo largo de la duración de un proyecto. Tener esta información en mente será beneficioso para cualquiera que realice investigaciones de fuentes externas.
Independientemente de en qué campo se deba ejecutar la investigación, la investigación exploratoria se puede emplear en una multitud de campos. Sin embargo, como resultado de esto, es importante reconocer cómo los diferentes campos afectarán cualquier investigación que se ejecute. Será útil observar la comparación y el contraste de diferentes técnicas, como la investigación secundaria, las discusiones o la investigación cualitativa a través de grupos focales, encuestas o estudios de casos. Dentro de la investigación exploratoria, Internet permite métodos de investigación que son de naturaleza más interactiva. Por ejemplo:
- Los canales RSS proporcionan de manera eficiente a los investigadores información actualizada
- Los servicios como Google Alerts pueden enviar los principales resultados de búsqueda de los motores de búsqueda por correo electrónico a los investigadores.
- servicios como Google Trends realizan un seguimiento de los resultados de búsqueda completos durante largos períodos de tiempo
- los investigadores pueden crear sitios web para atraer comentarios de todo el mundo sobre cualquier tema

Cuando la investigación tiene como objetivo familiarizarse con un fenómeno o adquirir nuevos conocimientos sobre él para formular un problema más preciso o desarrollar una hipótesis, los estudios exploratorios (también conocidos como investigación formulativa) son útiles. Si la teoría resulta ser demasiado general o demasiado específica, no se puede formular una hipótesis. Por lo tanto, se puede realizar e instituir la necesidad de una investigación exploratoria para obtener experiencia que pueda ayudar a formular una hipótesis relevante para una investigación más definitiva.
Los resultados de la investigación exploratoria no suelen ser útiles para la toma de decisiones por sí mismos, pero pueden proporcionar información importante sobre una situación determinada. Aunque los resultados de la investigación cualitativa pueden dar alguna indicación sobre el "por qué", "cómo" y "cuándo" ocurre algo, no pueden revelar "con qué frecuencia" o "cuántos".
La investigación exploratoria no suele generalizarse a la población en general.
La investigación exploratoria social “busca averiguar cómo se desenvuelven las personas en el escenario en cuestión, qué significados le dan a sus acciones y qué temas les preocupan. El objetivo es aprender '¿qué está pasando aquí?' e investigar fenómenos sociales sin expectativas explícitas.”  Esta metodología también se conoce a veces como un enfoque de teoría fundamentada para la investigación cualitativa o investigación interpretativa, y es un intento de descubrir una teoría a partir de los datos mismos en lugar de una hipótesis predispuesta.

### Propósitos
Earl Babbie identifica tres propósitos de la investigación en ciencias sociales: exploratorio, descriptivo y explicativo.
- La investigación exploratoria tiene lugar cuando los problemas se encuentran en una etapa preliminar.[7]
- La investigación exploratoria se utiliza cuando el tema o problema es nuevo y cuando los datos son difíciles de recopilar. La investigación exploratoria es flexible y puede abordar preguntas de investigación de todo tipo (qué, por qué, cómo).
- La investigación exploratoria se emplea a menudo para generar hipótesis formales. Se suele vincular la investigación exploratoria con la hipótesis de trabajo del marco conceptual.[8] escépticos,  sin embargo, han cuestionado la utilidad y la necesidad de la investigación exploratoria en situaciones en las que se podría realizar un análisis previo.[9]

## Investigación aplicada
La investigación aplicada en administración suele ser exploratoria porque se necesita flexibilidad para abordar el problema. Además, a menudo existen limitaciones de datos y la necesidad de tomar una decisión en un corto período de tiempo. Los métodos de investigación cualitativa, como el estudio de casos o la investigación de campo, se utilizan a menudo en la investigación exploratoria.
Hay tres tipos de objetivos en un proyecto de investigación de mercados:
- Investigación exploratoria o investigación formulativa
- Investigación descriptiva[10]
- Investigación causal (también conocida como investigación explicativa )[11]

Investigación exploratoria o investigación formulativa: El objetivo de la investigación exploratoria es recopilar información preliminar que ayudará a definir problemas y sugerir hipótesis.
Investigación descriptiva: el objetivo de la investigación descriptiva es describir las características de varios aspectos, como el potencial de mercado de un producto o la demografía y las actitudes de los consumidores que compran el producto.
Investigación causal: el objetivo de la investigación causal es probar hipótesis sobre las relaciones de causa y efecto. Si el objetivo es determinar qué variable puede estar causando un determinado comportamiento, es decir, si existe una relación de causa y efecto entre las variables, se debe emprender una investigación causal. Para determinar la causalidad, es importante mantener constante la variable que se supone que causa el cambio en la(s) otra(s) variable(s) y luego medir los cambios en la(s) otra(s) variable(s). Este tipo de investigación es muy complejo y el investigador nunca puede estar completamente seguro de que no hay otros factores que influyan en la relación causal, especialmente cuando se trata de las actitudes y motivaciones de las personas. A menudo hay consideraciones psicológicas mucho más profundas, que incluso el encuestado puede no ser consciente de que esto no es cierto.
Hay dos métodos de investigación para explorar la relación de causa y efecto entre las variables:
1. Experimentación
2. Simulación

## Otras lecturas
- Russell K. Schutt, Investigating the Social World, 5ª ed., Pine Forge Press .
- Robert A. Stebbins, Investigación exploratoria en las ciencias sociales. Thousand Oaks, CA: Sage, 2001.
- Investigación exploratoria: 3 razones para realizar más de ella. (2019, 16 de septiembre). Obtenido de https://www.gutcheckit.com/blog/3-reasons-conduct-exploratory-research/
- Zahl, HA y Reilley, EM (1958). Investigación exploratoria. Instituto Americano de Física, 11(8). doi: 10.1063/1.3062684
- Gellar, L., Druker, S., Osganian, SK, Gapinski, MA, LaPelle, N. y Pbert, L. (2012). Investigación exploratoria para diseñar una intervención impartida por enfermeras escolares para tratar el sobrepeso y la obesidad en adolescentes. Revista de Educación y Comportamiento Nutricional, 44(1), 46–54. doi: https://doi.org/10.1016/j.jneb.2011.02.00

- Datos: Q1091731